# تور زن افسونگر
تور زن افسونگر (به انگلیسی: Femme Fatale Tour) هفتمین تور کنسرتی بریتنی اسپیرز، خواننده آمریکایی است. این تور برای پشتیبانی از هفدهمین آلبوم وی با نام زن افسونگر انجام گرفت. این تور در ۱۶ ژوئن ۲۰۱۱ آغاز شد و در ۱۰ دسامبر ۲۰۱۱ خاتمه یافت. این تور در ابتدا به عنوان یک تور هماهنگ با انریکه ایگلسیاس برنامه ریزی شده بود، اما تنها ساعاتی پس از اعلام این کار کنسل شد.
این تور با ۴۵ اجرا در آمریکای شمالی، ۲۶ اجرا در اروپا، ۷ اجرا در آمریکای جنوبی و ۱ اجرا در آسیا در مجموع ۷۹ اجرا داشت.